# Första Försöken
Första Försöken er et kassettebånd af den svenske musiker og komponist Errol Norstedt som var inkluderet i kassetteboksen Legal Bootleg fra 1985. I kassetteboksen var det oplysninger om hvor og hvornår sangene blev optaget, og med hvilken type indspilningsudstyr han brugte.
Första Försöken indeholder optagelser fra 1964 til 1977.
På "Hante Blues" og "In The Neighbourhood" deltager Bengt "Hjobo" Söderstedt på bas og i sidstnævnte synger han kor.
På "Got No Answer Woman" spiller Anders "Hansa" Hansson trommer og synger kor.
Sangen "Borgmästar'n" er originalet til "Fånga Kräftor Å Läga I En Balja" fra albummet Garagetaper fra 1980.
"Hallå Mari" er optaget i en anden version i 1979 med flere instrumenter på kassetten Svensktoppsrulle.

## Spor
Side A
1. "Alone" - 02:54 (Indspillet 1964 i Kungslena)
2. "Oh Mari" - 02:23 (Indspillet 1965 i Tidaholm)
3. "Löjlig Dikt" - 01:32 (Indspillet 1965 i Tidaholm)
4. "Hante Blues" - 01:25 (Indspillet 1965 i Tidaholm)
5. "I Wonder Why" - 02:18 (Indspillet 1965 i Tidaholm)
6. "Secret Police" - 01:49 (Indspillet 1968 i Tidaholm)
7. "Tulpaner I Skorna Åt Far" - 02:14 (Indspillet 1968 i Tidaholm)
8. "In The Neighbourhood" - 02:34 (Indspillet 1965 i Tidaholm)
9. "Åker Ner I Jola" - 03:38 (Indspillet 1970 i Falköping)
10. "Popping Up" - 02:26 (Indspillet 1976 i Åstorp)

Side B
1. "Borgmästar'n" - 04:58 (Indspillet 1970 i Falköping)
2. "Gotlands Södra Udde" - 03:14 (Indspillet 1970 i Falköping)
3. "Running" - 03:14 (Indspillet 1970 i Falköping)
4. "Living-Room Blues" - 02:10 (Indspillet 1972 i Falköping)
5. "Got No Answer Woman" - 03:07 (Indspillet 1972 i Tidaholm)
6. "Födelsedagstårtan" - 03:18 (Indspillet 1973 i Falköping)
7. "Hallå Mari" - 02:52 (Indspillet 1977 i Åstorp)

### Sangtitler på dansk
- Löjlig Dikt - Lætterligt Digt.
- Tulpaner I Skorna Åt Far - Tulipaner I Skoene Til Far.
- Åker Ner I Jola - Går Ned I Jorden ("Jola" er væstgøtsk for jord).
- Borgmästar'n - Borgmesteren.
- Gotlands Södra Udde - Gotlands Sydkap.
- Födelsedagstårtan - Fødelsedagskagen.
- Hallå Mari - Hej Mari.